# Стефан Савов (сценограф)
 Тази статия е за сценографа.  За актьора вижте Стефан Савов (актьор).  За политика вижте Стефан Савов.
Стефан Тодоров Савов е български художник и сценограф.

## Биография
Роден е в град Дряново на 12 май 1924 г. Завършва средното си образование в гр. София през 1942 г. Съпруг е на театралната и киноактриса Дора Стаева. 
Творческият му път е свързан с реализирането на над 300 сценографски решения на театралните сцени на редица градове в България – Трявна, Велико Търново, Силистра, Сливен, Варна, Плевен, Благоевград и др.
В София е главен художник на Сатиричния театър в продължение на над 20 години, като същевременно е и чест гост на Народния и Военния театър.
В Сатирата е сценограф на някои от „вечните хитове“ на този театър – пиесите „Ревизор“, „Римска баня“, „Сако от велур“, „Балкански синдром“ и др. Носител е на Годишната награда на СБХ през 1981 г. Носител е на Годишната награда на САБ през 1977 и 1984 г. Носител е на Годишната награда на СБФД през 1976 г. Носител е на званията „Заслужил художник“ (1980 г.) и „Народен художник“ (1987 г.)
В последните си години е автор на многобройни православни икони.
Почива на 19 декември 2004 г. в гр. София. Погребан е в Парцел № 1 на Централните Софийски гробища, отреден за изтъкнати дейци на изкуството, културата и науката.

## По-известни постановки в театъра
Сатиричен театър
- „Ревизор“ на Н. В. Гогол – 1966 г.
- „Големанов“ на Ст. Л. Костов – 1966 г.
- „Мистерия буф“ на Владимир Маяковски – 1967 г.
- „Ромео, Жулиета и петрол“ на Иван Радоев – 1968 г.
- „Кавказкият тебеширен кръг“ на Бертолд Брехт – 1970 г.
- „Островът“ на Борис Априлов – 1971 г.
- „Римска баня“ на Станислав Стратиев – 1974 г.
- „Януари“ на Йордан Радичков – 1975 г.
- „Провинциални анекдоти“ на Ал. Вампилов – 1975 г.
- „Състезанието“ на Петър Караангов – 1976 г.
- „Сако от велур“ на Ст. Стратиев – 1976 г.
- „Интервенция“ на Лев Славин – 1977 г.
- „Сън в лятна нощ“ на Уилям Шекспир – 1978 г.
- „И най-мъдрият си е малко прост“ на Николай Островски – 1980 г.
- „Рейс“ на Ст. Стратиев – 1980 г.
- „Вражалец“ на Ст. Л. Костов – 1980 г.
- „Аз бях той“ на Георги Марков – 1981 г.
- „Хамлет в село Долно Туткаво“ на Иво Брешан – 1981 г.
- „Биволът“ на Иван Радоев – 1981 г.
- „Кошници“ на Йордан Радичков – 1982 г.
- „Отборът“ на С. Злотноков – 1982 г.
- „Максималистът“ на Ст. Стратиев – 1984 г.
- „Дело“ на Сухово-Кобилин – 1986 г.
- „Сватба“ на Елиас Канети – 1987 г.
- „Балкански синдром“ на Ст. Стратиев – 1988 г.
- „Кучешко сърце“ на Михаил Булгаков – 1989 г.
- „Мамут“ на Ст. Стратиев – 1990 г.
- „Пет бременни пиеси“ на Дарио Фо – 1993 г.

Народен театър „Иван Вазов“
- „Забравен от всички“ на Назъм Хикмет – 1964 г.
- „Пътник без багаж“ на Жан Ануи – 1965 г.
- „Службогонци“ на Иван Вазов – 1966 г.
- „Емигранти“ на Славомир Мрожек – 1976 г.
- „Фантазиите на Фарятиев“ на А. Соколова – 1977 г.
- „Майор Барбара“ на Бърнард Шоу – 1980 г.
- „Под игото“ на Иван Вазов – 1981 г.
- „Пожарът“ на Иван Радоев – 1982 г.
- „Нощем с белите коне“ на Павел Вежинов – 1983 г.
- „Нашествие“ на Л. Леонова – 1985 г.
- „Обещай ми светло минало“ на Петър Анастасов – 1985 г.
- „Хамлет“ на Уилям Шекспир – 1987 г.
- „Пер Гинт“ на Хенрик Ибсен – 1988 г.

Театър на българската армия
- „Дачници“ на Максим Горки
- „Законодателят“ на Р. Игнатов
- „Време разделно“, драматизация А. Шопов

Театър „Сълза и смях“
- „Ние, долуподписаните“ на Ал. Гелман
- „Полет над кукувиче гнездо“ на Д. Васерман
- „Платонов“ на Антон П. Чехов

Младежки театър
- „Чайка“ на Антон П. Чехов
- „Стъклената менажерия“ на Тенеси Уилямс и др

Театър 199
- „Театър – любов моя“ на Валери Петров
- „Животът – това са две жени“ на Стефан Цанев

Театър „София“
- „Процесът срещу богомилите“ на Стефан Цанев

## Филмография
- Бариерата (1979) Това е и най-известният и награждаван филм с негово участие.
- Барутен буквар (1977)
- Бой последен (1977)
- Странен двубой (1971)
- Черните ангели (1970)
- Мъже в командировка (1969)